# Totness (Suriname)
Pour les articles homonymes, voir Totness.
Totness est un ressort du district de Coronie au Suriname. Sa population est de 2 150 habitants en 2012.  

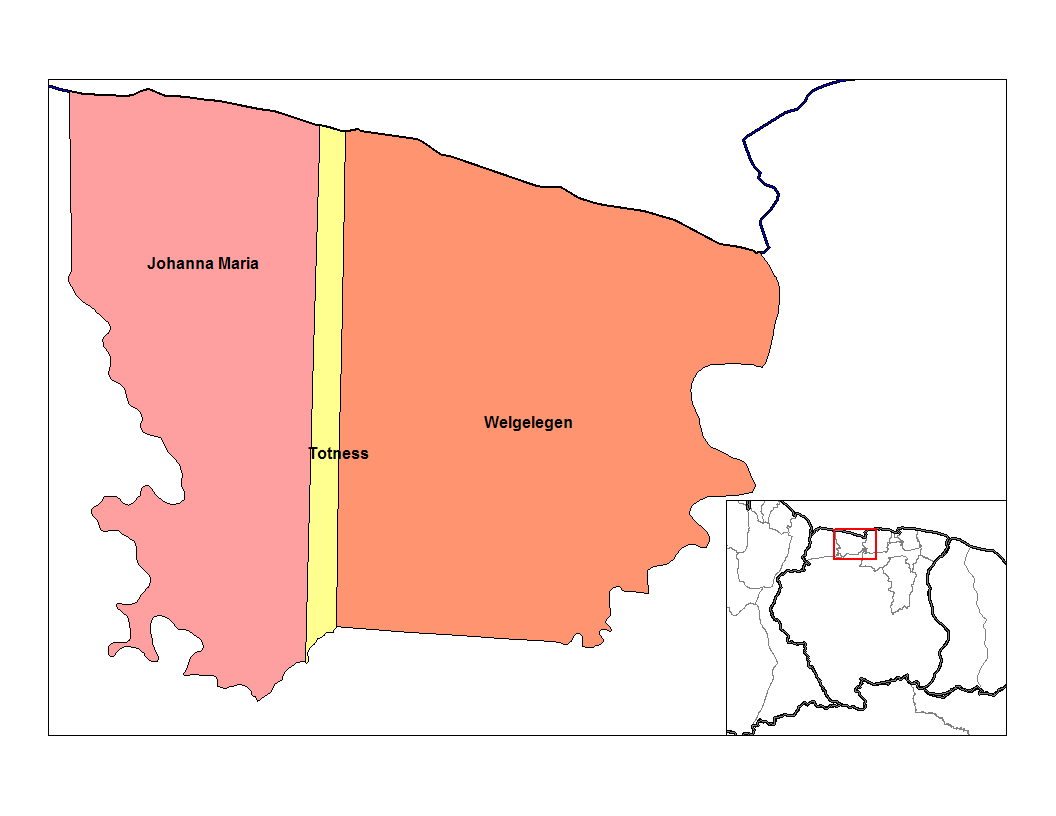
Carte du ressort de Totness au sein du district de Coronie.

## Source
- (en) Cet article est partiellement ou en totalité issu de l’article de Wikipédia en anglais intitulé « Totness, Suriname » (voir la liste des auteurs).